# Gomphogyne cissiformis
Gomphogyne cissiformis là một loài thực vật có hoa trong họ Cucurbitaceae. Loài này được Griff. mô tả khoa học đầu tiên năm 1845.